# Mastitis no puerperal
El terme mastitis no puerperal descriu lesions inflamatòries de la mama (mastitis) que no tenen relació amb l'embaràs i la lactància.
De vegades s'equipara a l'ectàsia ductal, però es poden descriure altres formes.

## Tipus

### Complex mastitis ductal-periductal amb ectàsia
L'ectàsia ductal en sentit literal (literalment: «conductes dilatats») és una troballa molt comuna i, per tant, més aviat poc específica, que augmenta amb l'edat. Tanmateix, en la forma en què s'utilitza majoritàriament el terme, l'ectàsia ductal és una condició inflamatòria de major ordre dels conductes galactòfors. S'ha considerat probable que la malaltia estigui associada a una inflamació asèptica (química) relacionada amb la ruptura de conductes o quists. És controvertit si la dilatació del conducte es produeix primer i condueix a una ectàsia secretora i posterior inflamació periductal o si la inflamació es produeix primer i condueix a un debilitament inflamatori de les parets del conducte i després a aquest. Quan la inflamació és complicada per necrosi i infecció bacteriana secundària, es poden formar abscessos mamaris. Els abscessos subareolars, també anomenada «malaltia de Zuska» (només en el cas no puerperal), és una inflamació asèptica sovint i s'ha associat a l'metaplàsia escatosa dels conductes galactòfors.
El complex de mastitis periductal amb ectàsia del conducte afecta dos grups de dones: dones joves (a la seva adolescència tardana i al voltant dels 20 anys) i dones perimenopàusiques. Les dones del grup més jove majoritàriament tenen mugrons invertits a causa de la metaplàsia escatosa que relliga els conductes més àmpliament en comparació amb altres dones i produeix taps de ceratina que al seu torn condueixen a obstrucció del conducte i després dilatació del conducte, ectàsia secretora, inflamació, infecció i abscessos. No sol ser el cas de les dones del grup d'edat avançada; en aquest grup, és probable una etiologia multifactorial que impliqui l'equilibri en estrogen, progesterona i prolactina.
El tractament de mastitis i / o abscessos en dones no lactants majoritàriament igual que el de la mastitis lactacional, generalment implica tractament amb antibiòtics, possiblement intervenció quirúrgica mitjançant punció aspirativa amb agulla fina i / o incisió i drenatge i / o intervencions en els conductes galactòfors (per a més detalls, vegeu també els articles sobre tractament de mastitis, abscessos mamaris i abscessos subareolars). A més, és necessària una investigació per a una possible malignitat, normalment mitjançant la mamografia, i pot ser necessària una investigació patològica com una biòpsia per excloure la mastitis maligna. Tot i que no s'ha establert cap relació causal amb el càncer de mama, sembla haver-hi un risc estadístic més gran de càncer de mama, que justifica una vigilància a llarg termini dels pacients diagnosticats de mastitis no puerperal.
Els abscessos mamaris no puerperals tenen una major taxa de recurrència en comparació amb els abscessos puerperals. Hi ha una elevada correlació estadística de l'abscés mamari no puerperals amb la diabetis mellitus (DM). Sobre aquesta base, recentment s'ha suggerit que s'hauria de realitzar un cribratge de diabetis en pacients amb aquest tipus d'abscés.

### Mastitis granulomatosa
Característiques de la mastitis granulomatosa són les cèl·lules gegants multinucleades i els histiòcits epitelioïdes al voltant dels lòbuls. Sovint hi ha una inflamació ductal i periductal menor. En alguns casos, la lesió és molt difícil de distingir del càncer de mama.

### Comedo mastitis
La comedo mastitis és una forma molt rara similar a la mastitis granulomatosa però amb necrosi tissular. Com que és tan rar, de vegades es pot confondre amb el comedocarcinoma de la mama, tot i que les condicions semblen no estar totalment relacionades.